# Mario Ribero
Mario Ribero Ferreira (Confines, 13 de marzo de 1948) es un director de cine y televisión colombiano. Su producción más conocida es la película de humor El embajador de la India. En cuanto a telenovelas, se destacan Vuelo secreto, Yo soy Betty, la fea, Los Reyes y Chepe Fortuna.

## Trayectoria
Nació en Santander en 1948, a su temprana edad de 13 años deja sus estudios medios para comenzar con la actuación ya que a su madre le aconsejaron hacer esto por medio de consejos médicos, luego de unos años ya Mario decidió estudiar y continuar sus estudios de actuación por su propia cuenta. En 1961 Mario comenzó a trabajar como actor en la obra Escuadra hacia la muerte dirigida por Juan Pérez Bausa, un director muy reconocido en España. Luego de esto decidió crear su propio grupo de teatro, llamado El duende, que cerró en 1968 ya que decidió trasladarse a Bogotá; y en 1969 comenzó a trabajar en el Teatro Popular de Bogotá (TBP), donde conoció a quienes serían grandes compañeros suyos, Jaime Barbini y Jorge Ali Triana. Pasados dos años decidió crear otro grupo de teatro con la ayuda de sus amigos, al que llamaron Acción con Barbini.
Tras 4 años de estancia en Bogotá, en 1971 decidió trasladarse a Rusia por haber ganado una beca patrocinada por la Embajada de Rusia que le permitía estudiar en el Instituto de Cine de Moscú. Allí estudió y se graduó como director de Cine actuado y de Televisión, teniendo como tutor a Serguei Gerasimov. Tras graduarse decidió hacer una especialización de tres años en Guion y Dirección de Fotografía documental, donde su tesis de grado en esta especialización fue un largometraje de 20 minutos de duración basado en el cuento de Gabriel García Márquez En este pueblo no hay ladrones.
A su regreso a Colombia comenzó a trabajar como asistente de dirección en películas como Cóndores no entierran todos los días a cargo del director Francisco Norden. Además trabajó en otra película, Técnicas del duelo, a cargo de Sergio Cabrera. Pasados unos años, en 1986 logró estrenar su primera, El embajador de la India, que se convirtió en un éxito con todas las entradas vendidas. En 1987, emprendió su carrera como profesor en la Universidad Nacional en la cátedra que dirigía llamada Dirección de cine y televisión mientras simultáneamente trabajaba en televisión mientras dirigía La posada. Además trabajó en Vuelo secreto en 1992 y El hijo de Nadia en 1998, hasta llegar en 1999 a su mayor éxito, Yo soy Betty la fea, que fue muy aclamado y obtuvo muchos premios tanto nacionales como internacionales, entre ellos el premio al mejor director.
A continuación pasó por obras como Ecomoda en el 2001, Amor a la plancha en el 2003, y volvió con una gran obra reconocida en Colombia llamada Los Reyes, en el 2005, luego dirigió Novia para dos en el 2008 y culminó con Chepe Fortuna. Y luego de 25 años Mario Ribero Ferreira estrenó su largometraje Mama tomate la sopa.

## Trabajos importantes
- En este pueblo no hay ladrones, 1965
- Cóndores no entierran todos los días, 1984
- Técnicas de duelo, 1988
- El embajador de la India, 1986
- La posada, 1992
- Vuelo secreto, 1992
- El hijo de Nadia, 1994
- Yo soy Betty la fea, 1999
- Ecomoda, 2001
- Amor a la plancha, 2003
- Los Reyes, 2005
- Novia para dos, 2008
- Chepe Fortuna, 2009
- Mamá, tómate la sopa, 2011
- La sucursal, 2019
- La Nocturna 2, 2020